# Misje dyplomatyczne na Białorusi
     Białoruś
     Kraje, które mają swoje przedstawicielstwa dyplomatyczne na Białorusi z siedzibą w Mińsku

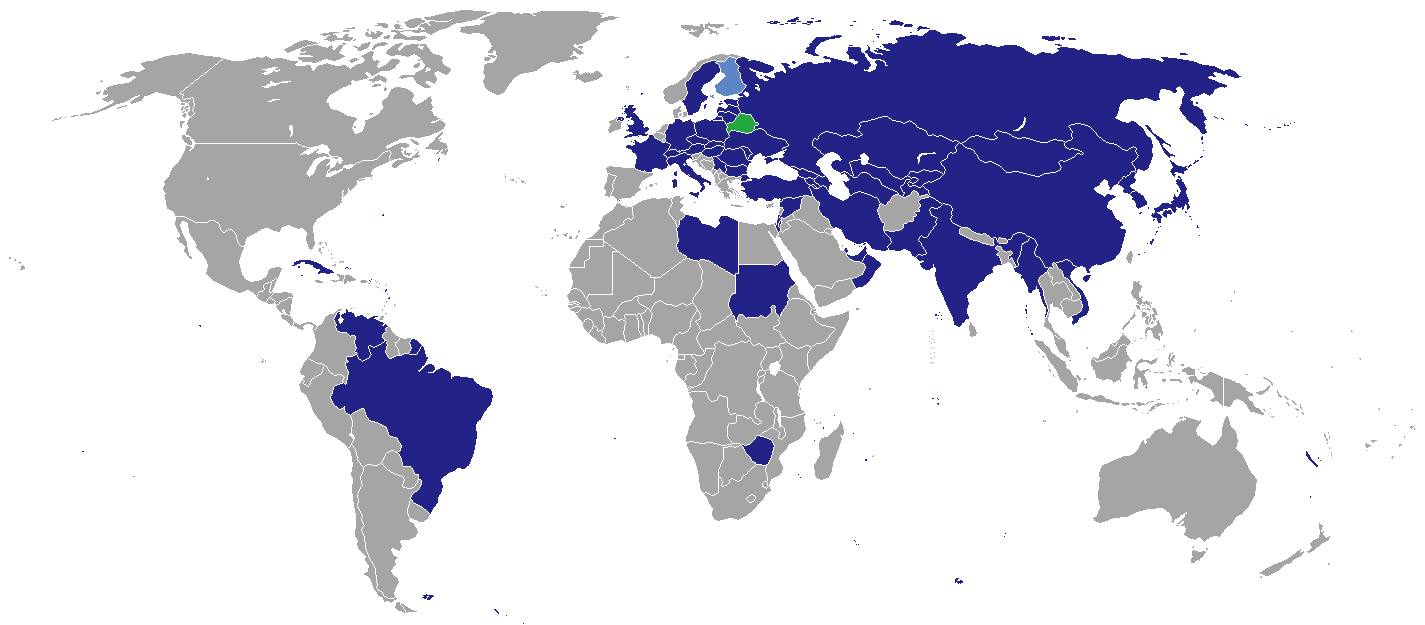
Białoruś
Kraje, które mają swoje przedstawicielstwa dyplomatyczne na Białorusi z siedzibą w Mińsku

Misje dyplomatyczne na Białorusi – obecne przedstawicielstwa dyplomatyczne w Republice Białorusi. Stan na wrzesień 2020. Lista pomija ambasadorów wizytujących i konsulów honorowych.
Dziekanem korpusu dyplomatycznego akredytowanego na Białorusi jest szef misji dyplomatycznej w najwyższej klasie i o najdłuższym stażu.

## Misje dyplomatyczne na Białorusi
Wszystkie przedstawicielstwa mają swoją siedzibę w Mińsku, z wyjątkiem ambasady Tadżykistanu, która ma siedzibę w podmińskich Żdanowiczach
| - Austria - Bułgaria - Czechy - Estonia - Finlandia - Francja - Holandia - Litwa - Łotwa - Mołdawia - Niemcy - Polska - Rosja - Rumunia - Serbia - Słowacja - Stolica Apostolska - Szwajcaria - Szwecja - Ukraina - Węgry - Wielka Brytania - Włochy | - Armenia - Azerbejdżan - Chiny - Gruzja - Indie - Iran - Izrael - Japonia - Katar - Kazachstan - Kirgistan - Korea Południowa - Korea Północna - Mongolia - Pakistan - Palestyna - Syria - Tadżykistan - Turkmenistan - Turcja - Uzbekistan - Wietnam - Zjednoczone Emiraty Arabskie | - Libia - Południowa Afryka - Sudan | - Brazylia - Wenezuela - Kuba - Stany Zjednoczone | - ONZ - NATO - Unia Europejska - Zakon Maltański |

## Misje konsularne na Białorusi
uwzględniono jedynie konsulaty zawodowe

### Brześć
- Konsulat Generalny Polski w Brześciu
- Konsulat Generalny Rosji w Brześciu
- Konsulat Kazachstanu w Brześciu
- Konsulat Ukrainy w Brześciu

### Grodno
- Konsulat Generalny Litwy w Grodnie
- Konsulat Generalny Polski w Grodnie

### Witebsk
- Konsulat Łotwy w Witebsku